# Мінамі Омі
Юдзі Уеда (яп. 南央美; народилася 13 липня 1968 року) — відома японська сейю.

## Озвучення аніме

### 2014
- - Onee-chan ga Kita - Рурі Хаясака

### 2012
- - Гінтама [ТВ-3] - Тама

### 2011
- - Carnival Phantasm - Сацукі Юмідзука

### 2008
- - Macademi Wasshoi! - Професор Сагамі

### 2007
- - Чара-охоронці! (сезон перший) - Судзукі-кун
- - Міна - зброя Місяця - Міна Яеї

### 2006
- - Код Гіас: Повсталий Лелуш (перший сезон) - Евфемія
- - Червоний сад [ТВ] - Сюзан
- - Пірати «Чорної лагуни» [ТВ-2] - Гензель
- - Полювання на привидів - Мадока Морі
- - Братство чорної крові - Котаро Мотідзукі
- - Кігті Звіра - Хімеко
- - UFO Princess Valkyrie: Toki to Yume to Ginga no Utage - Ріка Токина
- - Пірати «Чорної лагуни» [ТВ-1] - Гензель
- - Дзегапейн - Мейвіль
- - Гінтама [ТВ-1] - Тама

### 2005
- - Щаслива сімка - Котобукі Міна / Нами
- - UFO Princess Valkyrie: Seireisetsu no Hanayome - Ріка Токіна

### 2004
- - Тактика - Рейко / Муу-тян
- - Жриця Місяця, жриця Сонця - Юкіхіто
- - Учительська година - Міка Судзукі
- - Legendz: Yomigaeru Ryuuou Densetsu - Діно
- - Фантом OVA - Ейн

### 2003
- - Popolocrois - Пинон
- - UFO Princess Valkyrie: Juunigatsu no Yasoukyoku - Ріка Токина
- - Театр Руміко Такахасі - Кота Хага (еп. 1)
- - Захисники сердець OVA-1 - Повава
- - Викинута принцеса - Ейрот Борчард
- - Di Gi Charat Nyo - Кійосі омото
- - Міфічний детектив Локі: Рагнарек - Хел

### 2002
- - Дитячий клас [ТВ] - Двелгр
- - UFO Princess Valkyrie - Ріка Токіна
- - Asagiri no Miko - Тадахіро Амацу в дитинстві
- - Вершники Джі-Он - Сара Арасіяма
- - Епоха Водолія [ТВ] - Асума Хогецу
- - Будь ласка! Учитель [ТВ] - Кодзуе Кусанагі

### 2001
- - Ну і ну! Суничні яйця - Міхо Умеда
- - Daisuki! BuBu ChaCha - Тау
- - Сталевий ангел Курумі OVA-2 - Ексель
- - Пуні Пуні поеми - Оце Аасу
- - Сказання Етернії - Мередіт
- - Бейблейд [ТВ-1] - Олівер

### 2000
- - Di Gi Charat Christmas Special - Такура Мінагава
- - Dotto Koni-chan - Нарі
- - Karakuri Kiden Hiwou Senki - Юкі
- - Hand Maid May - Кей
- - Eiga Ojarumaru: Yakusoku no Natsu Ojaru to Semira - Акане
- - Dokidoki Densetsu: Mahoujin Guruguru - Найк

### 1999
- - Di Gi Charat - Такура Мінагава
- - Ексель-Сага - Хаятт
- - Нескінченна подорож корабля Ривіас - Карабона Гвінея
- - Нескінченна подорож корабля Ривіас - Пат Кемпбелл
- - Чарівник-воїн Орфен [ТВ-2] - Меджік Лін
- - Легенда про Хіміко - Кьо

### 1998
- - Mamotte Shugogetten! - Койтіро Ендо
- - Ojarumaru - Акане / Нікорімбо
- - Чарівник-воїн Орфен [ТВ-1] - Меджік Лін
- - Крейсер Надесіко - Фільм - Рурі Хосино
- - Чарівна сцена модниці-Лали - Акіру Юкі
- - Гекігангер-3 - Нанако Кокубундзі / Рури Хосино
- - Секс-коммандо: Масару - це круто! - Месо

### 1997
- - Master Mosquiton 99 - Коматі Акіта
- - Детективи академії Клампа - Акіра Ідзюін

### 1996
- - Бронза: Приречена любов-2 - Мадока Сібуя
- - Крейсер Надесіко [ТВ] - Нанако Кокубундзі (Гекігангер 3) / Рури Хосино
- - Дитяча іграшка [ТВ] - Наодзумі Камурі

### 1995
- - Золотий Хоробрий Гольдран - Такуя Харасіма

### 1994
- - Mahoujin Guru Guru TV - Люсім
- - Haou Daikei Ryu Knight OVA - Жриця

### 1993
- - Смугасте тигреня Сімадзіро [ТВ-1] - Сімадзіро

## Змішані ролі
- 2002 - Вершники Джі-Он - вокал [Tokimeite, G-on G!]
- 2001 - Сталевий ангел Курумі OVA-2 - вокал
- 1998 - Ojarumaru - вокал [Acchi muite hoi de ojaru]